# 阿哌沙班
阿哌沙班以Eliquis（艾必克凝）等品牌銷售，是一種抗凝劑，透過直接抑制Xa因子來治療和預防靜脈血栓，並用來預防患有非瓣膜性心房顫動的人發生中風。尤其會被用來預防髖關節置換或膝關節置換手術後，以及有血栓病史患者發生血栓的情況。它是抗凝劑華法林的替代用藥，但不需經血液檢查來監測或是飲食控制。此種藥物透過口服方式給藥。
服用阿哌沙班常見的副作用包括出血和噁心。其他副作用還有脊髓硬膜外血腫和過敏反應。不建議個體在懷孕或母乳哺育期間使用。對於患有輕度腎病變的人來說，似乎相對安全。它比華法林會較少與其他藥物發生相互作用。阿哌沙班是一種Xa因子直接抑制劑。
輝瑞和必治妥施貴寶兩家藥廠於2007年開始合作開發阿哌沙班作為抗凝劑使用。此藥物於2011年5月經歐盟批准用於醫療用途，並於2012年12月受到美國批准作醫療用。它是種列於世界衛生組織基本藥物標準清單之中的藥物。阿哌沙班於2020年在美國最常使用的處方藥中排名第48，開立的處方箋超過1,300萬張。在美國以外，有通用名藥物（又稱學名藥）可供使用。

## 醫療用途
阿哌沙班適用的身體狀況如下：
- 降低非瓣膜性心房顫動患者發生中風和栓塞的風險。
- 預防深靜脈血栓（DVT）。經歷膝關節或髖關節置換手術的人發生DVT，可能會導致肺栓塞 (PE)。
- 治療DVT和PE。
- 治療DVT和PE之後，可用於降低其復發的風險。

在歐盟，阿哌沙班適用於接受擇期性髖關節或膝關節置換手術成人的靜脈血栓事件（VTE）預防、預防具有多種危險因素的非瓣膜性心房顫動（NVAF）成人的中風和全身性栓塞、治療成人深部靜脈血栓 (DVT) 和肺栓塞 (PE)，以及預防成人的復發性DVT和PE。

### 心房顫動
英國國家健康與臨床技術評估機構推薦採用阿哌沙班於預防非瓣膜性心房顫動患者發生中風和全身性栓塞，且推薦至少具有以下危險因子之一：曾中風或短暫性腦缺血發作、年齡於75歲或以上、有糖尿病或有心臟衰竭症狀的患者採用。
阿哌沙班和其他抗凝劑（達比加群、艾多沙班和利伐沙班）在預防心房顫動患者發生非出血性中風方面，與華法林同樣有效，且與較低的顱內出血風險有關聯。
雖然阿哌沙班可用於有腎功能嚴重下降和接受血液透析的患者身上，但尚未對使用的此類患者進行過研究。

## 副作用

### 出血
阿哌沙班會增加出血的風險，情況可能會很嚴重，甚至是致命。與其他影響止血的藥物（包括其他抗凝劑、肝素、阿斯匹靈、抗血小板藥物、選擇性5-羥色胺再攝取抑制劑、5-羥色胺和去甲腎上腺素再攝取抑制劑和非類固醇抗發炎藥(NSAID) 等藥物）同時使用會進一步提升這種風險。
安德克塞特·艾法是種美國食品藥物管理局 (FDA) 批准的阿哌沙班解毒劑，用於治療無法控制和危及生命的出血事件。

### 脊椎穿刺
經脊髓麻醉或穿刺後的患者接受抗血栓藥物治療時，會有較高發生血腫的風險，會導致長期或永久性癱瘓。外科手術後使用硬膜外或鞘內導管，或同時使用影響止血的藥物可能會增加此種風險。

## 作用機轉
阿哌沙班是一種高選擇性、口服後易被身體吸收、游離和血液凝結Xa因子的可逆轉直接抑制劑。 Xa因子的功能是催化凝血酶原（prothrombin）轉化為凝血酶，凝血酶是凝血級聯中的最終酶，負責形成纖維蛋白凝塊。阿哌沙班對血小板凝結沒直接影響，但透過抑制Xa因子，可間接減少凝血酶誘導形成血栓。

## 歷史
阿哌沙班於2011年5月在歐盟獲准用於醫療用途。
必治妥施貴寶和輝瑞兩藥廠於ARISTOTLE臨床試驗（Apixaban for Reduction in Stroke and Other Thromboembolic Events in Atrial Fibrillation - "阿哌沙班用於降低心房顫動患者中風及其他血栓栓塞事件風險"的簡稱）結束後，向FDA提交藥物批准的新藥申請（NDA）。阿哌沙班於2012年12月28日被FDA核准用於預防心房顫動患者發生中風。於2014年3月13日被批准用於預防近期接受膝關節或髖關節置換手術患者發生新增深部靜脈血栓形成和肺栓塞的風險。於2014年8月21日被核准用於治療復發性深部靜脈栓塞和肺栓塞的新增狀況。藥物在開發過程中被稱為BMS-562247-01。此產品的銷售額佔必治妥施貴寶於2019年底季度營收的30%。

## 社會與文化

### 經濟學
FDA於2019年12月核准邁蘭和Micro Labs兩家藥廠共同生產阿哌沙班學名藥。必治妥施貴寶和輝瑞迅速採取行動，阻止此兩家藥廠生產，並在與其他25家公司達成專利訴訟和解後，又於2020年8月贏得針對Sigmapharm、Sunshine Lake和Unichem三家藥廠的專利權侵權訴訟。美國聯邦巡迴區上訴法院於2021年9月維持這項判決。阿哌沙班的學名藥很可能最早要到2026年才能在美國上市，也可能會延到2031年。
加拿大學名藥廠奧貝泰克於2022年7月獲得將此藥物上市的批准。
阿哌沙班是根據美國《2022年降低通脹法》被提議進行價格協商的十種藥物之一。根據必治妥施貴寶的數據，每位患者每月平均為Eliquis（艾必克凝）支付的費用為55美元。